# Lesnoj (obwód moskiewski)
Lesnoj (ros. Леснoй) – osiedle typu miejskiego w Rosji, w obwodzie moskiewskim. W 2020 roku liczyło 8279 mieszkańców.